# Atokos

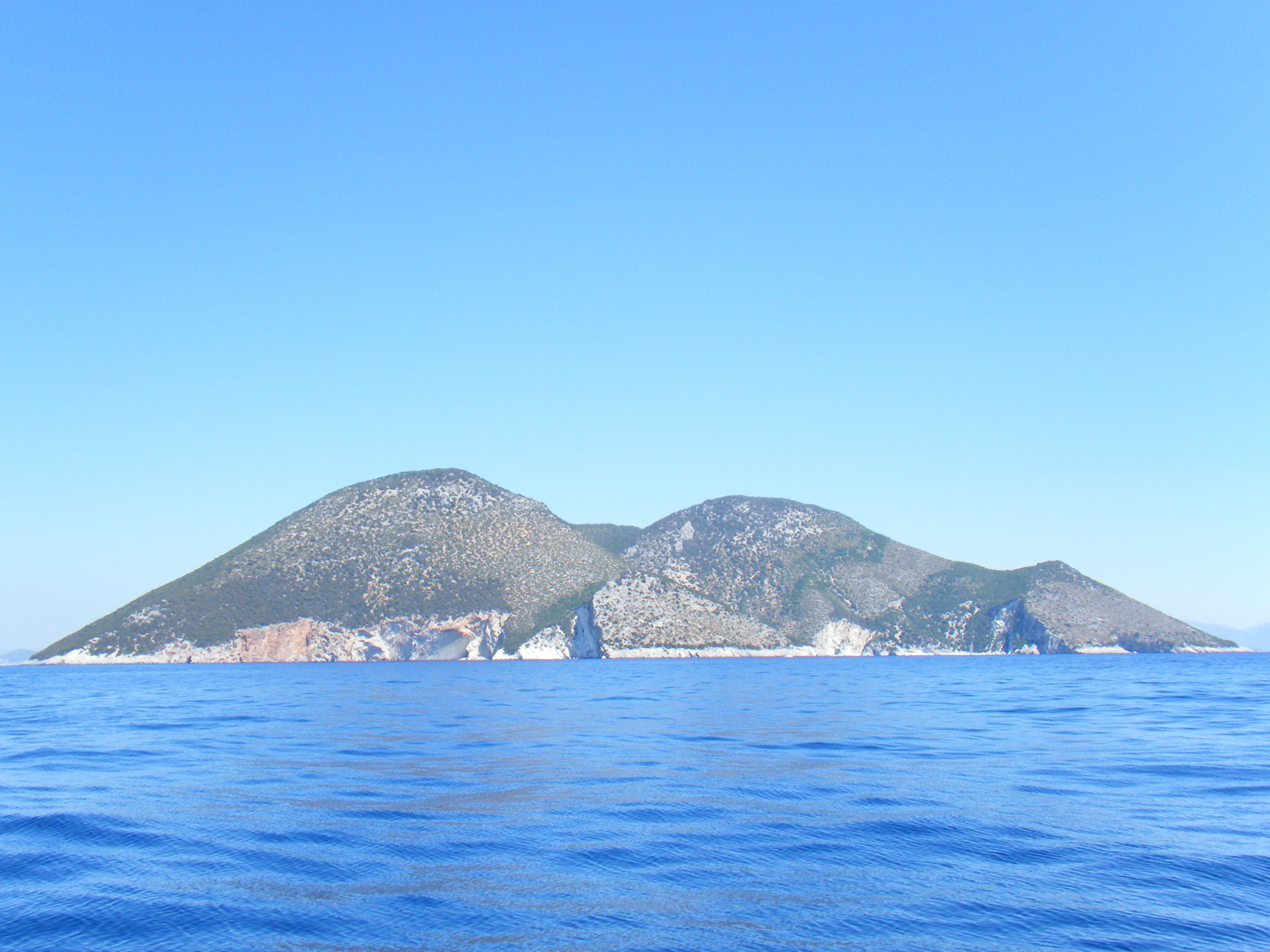
Atokos

 Atokos (Grieks: Άτοκος) is een Grieks eiland in de Ionische Zee met een oppervlakte van ongeveer 4,5 km². Het hoogste punt ligt op 334 m boven zeeniveau. Het eiland is niet bewoond, en behoort tot de gemeente Ithaka.
Er zijn enige stranden, een huis en een kapel.